# Sakrales Gerät

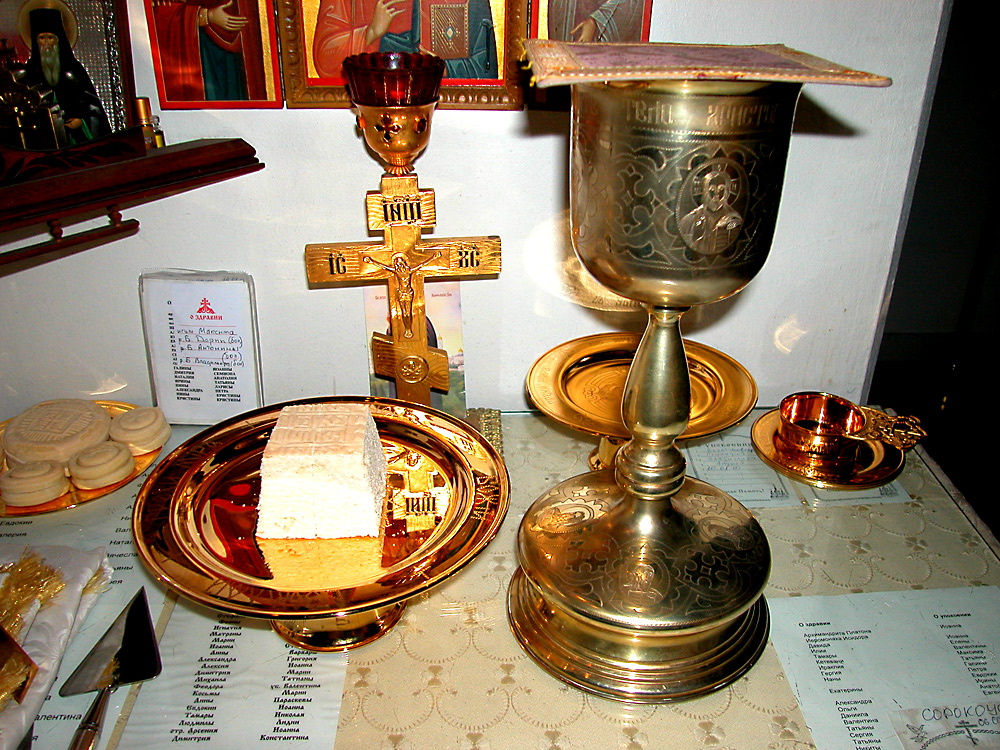
Sakrales Gerät in der russisch-orthodoxen Kirche in Düsseldorf

Sakrales Gerät (lateinisch Vasa sacra ‚heilige Geräte‘) ist ein Begriff aus dem Bereich des Silberschmiedens. Er umfasst die Gerätschaften, die bei der Liturgie eingesetzt werden. Vasa sacra sind hauptsächlich aus Edelmetall oder anderen edlen Materialien gefertigt wie etwa Elfenbein. Vor allem bei der Spendung der Sakramente in der römisch-katholischen, anglikanischen, altkatholischen, den evangelischen und orthodoxen Kirchen findet sakrales Gerät Verwendung.

## Schutz
Häufig sind die Vasa sacra wertvolle Gegenstände. Wegen der Nähe zu den gottesdienstlichen Handlungen, zuweilen auch wegen ihrer Herkunft und Geschichte sind sie zudem für die Gläubigen von besonderem ideellem Wert. In Deutschland nimmt die Rechtsordnung hierauf Rücksicht. So kennt § 243 StGB das Regelbeispiel des Kirchendiebstahls, einen besonders schweren Fall des Diebstahls. Auch staatlicherseits besteht bei den sogenannten res sacrae ein erhöhter Schutz. Es handelt sich dabei manchmal um öffentliche Sachen, weil Religionsgemeinschaften durch einen kirchlichen Verwaltungsakt die Widmung als öffentliche Sache möglich ist.

## Beispiele
Zu den sakralen Geräten gehören:
- Aquamanile
- Asteriskus
- Aspergill
- Altarkreuz
- Altarschellen
- Dikirion
- Trikirion
- Fistula
- Gefäße für die heiligen Öle
- Hostienschalen
  - Custodia
  - Lunula
  - Monstranz
  - Patene
  - Peristerium
  - Pyxis
  - Ziborium
- Kelch
- Kelchlöffel
- Leuchter
- Messbuchständer
- Messkännchen
- Patene
- Taufmuschel, Taufkelle
- Vortragekreuz
- Weihrauchfass
- Weihrauchschiffchen
- Weinkanne